# Veckersviller
Veckersviller és un municipi francès situat al departament del Mosel·la i a la regió del Gran Est. L'any 2007 tenia 293 habitants.

## Demografia

### Població
El 2007 la població de fet de Veckersviller era de 293 persones. Hi havia 93 famílies, de les quals 17 eren unipersonals (8 homes vivint sols i 9 dones vivint soles), 28 parelles sense fills, 44 parelles amb fills i 4 famílies monoparentals amb fills.
La població ha evolucionat segons el següent gràfic:
Habitants censats

### Habitatges
El 2007 hi havia 105 habitatges, 97 eren l'habitatge principal de la família, 4 eren segones residències i 4 estaven desocupats. 99 eren cases i 6 eren apartaments. Dels 97 habitatges principals, 79 estaven ocupats pels seus propietaris, 13 estaven llogats i ocupats pels llogaters i 5 estaven cedits a títol gratuït; 7 tenien tres cambres, 11 en tenien quatre i 79 en tenien cinc o més. 80 habitatges disposaven pel capbaix d'una plaça de pàrquing. A 33 habitatges hi havia un automòbil i a 56 n'hi havia dos o més.

### Piràmide de població
La piràmide de població per edats i sexe el 2009 era:
| Homes | Edats   | Dones |
| ----- | ------- | ----- |
| 0     | 95 o +  | 0     |
| 0     | 90 a 94 | 4     |
| 8     | 85 a 89 | 0     |
| 0     | 80 a 84 | 0     |
| 0     | 75 a 79 | 12    |
| 8     | 70 a 74 | 12    |
| 4     | 65 a 69 | 12    |
| 4     | 60 a 64 | 8     |
| 4     | 55 a 59 | 4     |
| 4     | 50 a 54 | 0     |
| 4     | 45 a 49 | 8     |
| 8     | 40 a 44 | 4     |
| 12    | 35 a 39 | 4     |
| 12    | 30 a 34 | 20    |
| 0     | 25 a 29 | 4     |
| 16    | 20 a 24 | 4     |
| 8     | 15 a 19 | 0     |
| 8     | 10 a 14 | 12    |
| 4     | 5 a 9   | 4     |
| 16    | 0 a 4   | 4     |

## Economia
El 2007 la població en edat de treballar era de 183 persones, 123 eren actives i 60 eren inactives. De les 123 persones actives 111 estaven ocupades (71 homes i 40 dones) i 12 estaven aturades (3 homes i 9 dones). De les 60 persones inactives 14 estaven jubilades, 20 estaven estudiant i 26 estaven classificades com a «altres inactius».

### Ingressos
El 2009 a Veckersviller hi havia 92 unitats fiscals que integraven 279 persones, la mediana anual d'ingressos fiscals per persona era de 15.630 €.

### Activitats econòmiques
Dels 7 establiments que hi havia el 2007, 2 eren d'empreses de construcció, 3 d'empreses de comerç i reparació d'automòbils i 2 d'empreses financeres.
Dels 2 establiments de servei als particulars que hi havia el 2009, 1 era una oficina bancària i 1 fusteria.
L'únic establiment comercial que hi havia el 2009 era una adrogueria.
L'any 2000 a Veckersviller hi havia 6 explotacions agrícoles que ocupaven un total de 189 hectàrees.

## Equipaments sanitaris i escolars
El 2009 hi havia una escola elemental integrada dins d'un grup escolar amb les comunes properes formant una escola dispersa.

## Poblacions més properes
El següent diagrama mostra les poblacions més properes.